# 鷲は飛び立った
『鷲は飛び立った』（わしはとびたった 英語: The Eagle Has Flown）は、ジャック・ヒギンズによるイギリスの冒険小説。イギリスでは1991年3月7日に、日本では1997年4月15日に早川書房より出版された。
同じくヒギンズの代表作『鷲は舞い降りた』の続編にあたる作品。

## あらすじ
前作はヒギンズがクルト・シュタイナ中佐とドイツ降下猟兵13名の墓石を発見し、英国首相ウィンストン・チャーチル拉致の作戦について調べる内容だった。ここで墓石からもシュタイナは1943年11月6日に戦死したことになっている。
しかし、今作で実はシュタイナが撃たれた後に九死に一生を得て生きており、ノーフォークの空軍病院で治療を受けた後ロンドン塔で幽閉されたこと、また近いうちにセントメリー修道院に身柄を移すことが明らかになる。その情報を入手したゲシュタポ長官のヒムラーは「ドイツ帝国の英雄をイギリス人に捕らえられては放ってはおけない、これを奪還する」と述べて、それもヒトラーは２・3日もすれば忘れてしまうが、ヒムラ―は政敵アブヴェールの長官カナリス提督を追い落とすために実行を強要する。そしてヴァルター・シェレンベルク少将をゴシック様式の城に呼び出しに「シュタイナを連れ帰れ！」と指令を出す。シェレンベルクは「総統の愚かな考えによって我々はスターリングラードで30万人以上の戦死者を出した。24人の将官を含めて9万1千人が捕虜となり、総統のおかげで次々と失敗が重なって行く」と反論するが総統の言うことは絶対のため結局作戦を実行することとなる。
そこでシェレンベルクはその情報を握っていると思われるリスボンのバーで働きながらアメリカへの渡航費を稼ごうとしていた元アイルランド共和軍（IRA）のガンマンであり活動資金を得るため作戦に参加したリーアム・デブリンにコンタクトを取る。そこでデブリンは成功したら25000ポンドを渡すことを条件にシュタイナ救出の作戦に乗り出す。
「ア・フォギィ・デイ・イン・ロンドン・タウン」が流れるロンドンにアイルランド経由で従軍牧師に扮してスコットランド行きのフェリーで潜入したが、イギリスでは特殊作戦執行部のマンロゥ准将がデヴリンらの到着を待ちかまえていた。マンロゥは「彼の生存と監禁場所の情報をドイツ側に流し救出作戦を誘引、そこに網を張り国内にいるドイツのスパイや協力者を一網打尽しよう」と考えており・・・。

## 登場人物

### シュタイナ救出側
リーアム・デブリン
今作の主人公。アイルランド共和軍（IRA）の伝説的なテロリストで、今回はナチスの命でシュタイナ救出に動く。また前作同様10歳年下のデブリンに惚れる女性が登場する。
クルト・シュタイナ
前作の主人公。前作でナチスの命令でチャーチル拉致を行おうとしたが失敗し死亡していたことにされていたが、ロンドン塔の中で生きていることが判明する。
ホルスト・ベルガー
顔に深い火傷を負ったゲシュタポ将校
マイケル・ライアン
アイルランド共和主義者でデブリンの長年の友人。

### 救出阻止側
ドゥーガル・マンロゥ
英国特殊作戦執行部D課准将で、スタドリ・コンスタブルで起きたことの口封じを任されていた。デブリンの確保に奮闘する。
ジャック・カーター
マンロゥを尊敬している軍大尉で、ダンケルクの戦いで足を失っている。
エイサ・ヴォーン
アメリカ人パイロットで、冬戦争でフィンランド軍と共にソビエトに戦い、その後SSに入隊した。
マックスウエル・ショウ
イギリス男爵

### その他
メリィ・ライアン
マイケル・ライアンの姪で障害を持っている。
エーリッヒ・クレーマー大尉
ヒトラー暗殺を企てるヒムラーを阻止するため、シュタイナーが参加させた部隊の将校
ギャング兄弟
後半で登場する。兄は前作でも登場したジャック・カーヴァー、弟はエリック。

### 史実の人物
- アドルフ・ヒトラー
- ハインリヒ・ヒムラー
- ヴァルター・シェレンベルク

## 評価
『鷲は飛び立った』の評価は賛否両論となっている。単一で見ると面白いという意見が多いが、前作の存在、前作の秀逸さと比べて見劣ることから批判的な意見も多い。